# Raaba
Raaba är en ort i Österrike. Det är huvudorten i  kommunen Raaba-Grambach i förbundslandet Steiermark. Orten var till och med 2014 huvudort i kommunen Raaba som även omfattade orterna Dürwagersbach och Lamberg.